# Phainoptila melanoxantha
Phainoptila melanoxantha là một loài chim trong họ Ptilogonatidae.